# Graomys centralis
Graomys centralis es una especie de roedor de pequeño tamaño del género Graomys de la familia Cricetidae. Habita en el centro-oeste de Sudamérica.

## Taxonomía
Esta especie fue descrita originalmente en el año 1902 por el zoólogo británico Oldfield Thomas, como una subespecie de Graomys griseoflavus (Waterhouse, 1837), es decir Graomys griseoflavus centralis. 90 años después fue elevada a especie plena.
Al describirla, Thomas notó que tiene un bulla timpánica mayor que G. domorum pero menor que G. chacoensis y que los molares diminutos la distinguen bien de otras especies del género.
Morfométricamente, posee largos totales de 286 mm, con longitud de cabeza más el cuerpo de 130 mm y cola de 156 mm.
Localidad tipo
La localidad tipo referida es: Argentina, provincia de Córdoba, Cruz del Eje, a una altitud de 600 m s. n. m..

## Distribución geográfica
Esta especie habita en zonas arbustivas del centro de la Argentina, en las provincias de: Catamarca (sudeste), Córdoba (noroeste) y La Rioja (sudeste), si bien su distribución exacta es poco conocida.

## Conservación
Según la organización internacional dedicada a la conservación de los recursos naturales Unión Internacional para la Conservación de la Naturaleza (IUCN), al haber muy poca información sobre su distribución exacta, por lo tanto el tamaño poblacional, la clasificó como una especie con: “Datos insuficientes” en su obra: Lista Roja de Especies Amenazadas.